# مسجد بازار أران وبيدغل
مسجد بازار أران وبيدغل هو مسجد تاريخي يعود إلى عصر الدولة السلجوقية، ويقع في أران وبيدغل.